# جاي كلايتون (صحفي)
جاي كلايتون (بالإنجليزية: Jay Clayton)‏ هو ناقد أدبي وصحفي أمريكي، ولد في 11 يوليو 1951 في دالاس في الولايات المتحدة.